# Azul de toluidina
Azul de toluidina, azul de toluidina O ou mais corretamente cloreto de tolônio, é um corante azul básico catiônico usado em histologia.

## Teste para lignina
A solução de azul de toluidina é usada no teste para lignina, uma molécula orgânica complexa que liga-se à fibras de celulose e reforça e endurece as paredes celulares em plantas. Um teste positivo com o azul de toluidina causa a mudança da cor da solução de azul para rosa. Um teste similar pode ser realizado com solução de floroglucinol-HCl, a qual muda pra vermelho.

## Outros usos histológicos
Azul de toluidina é frequentemente utilizado para identificar os mastócitos, em virtude da heparina nos seus grânulos citoplasmáticos. É também usada para colorir os proteoglicanos e glicosaminoglicanos em tecidos, tais como a cartilagem. Os hidratos de carbono macromoleculares fortemente ácidos de mastócitos e cartilagem são de cor vermelha pelo corante azul, um fenômeno chamado de metacromasia.
Soluções alcalinas de azul de toluidina são comumente usados para a coloração de seções semi-finas (0,5 a 1 μm) de tecido embebido em resina. A pH elevado (cerca de 10), o corante liga-se a ácidos nucleicos e todas as proteínas. Apesar de tudo, no que o tecido é corado, detalhes estruturais são claramente visíveis por causa da finura das seções. Cortes semi-finos são utilizados em conjunto com seções ultra-finas examinadas por microscopia eletrônica.